# Pablo Ilarregui Alonso
Pablo Ilarregui Alonso (Estella, 15 de enero de 1808 - Pamplona, 6 de enero de 1874) fue un abogado, jurista, historiador, poeta y político liberal, diputado a Cortes (1841), director del Boletín Oficial de Pamplona, secretario de Ayuntamiento de Pamplona, académico correspondiente de la Real Academia de la Historia y vicepresidente de la Comisión de Monumentos Históricos y Artísticos de Navarra.

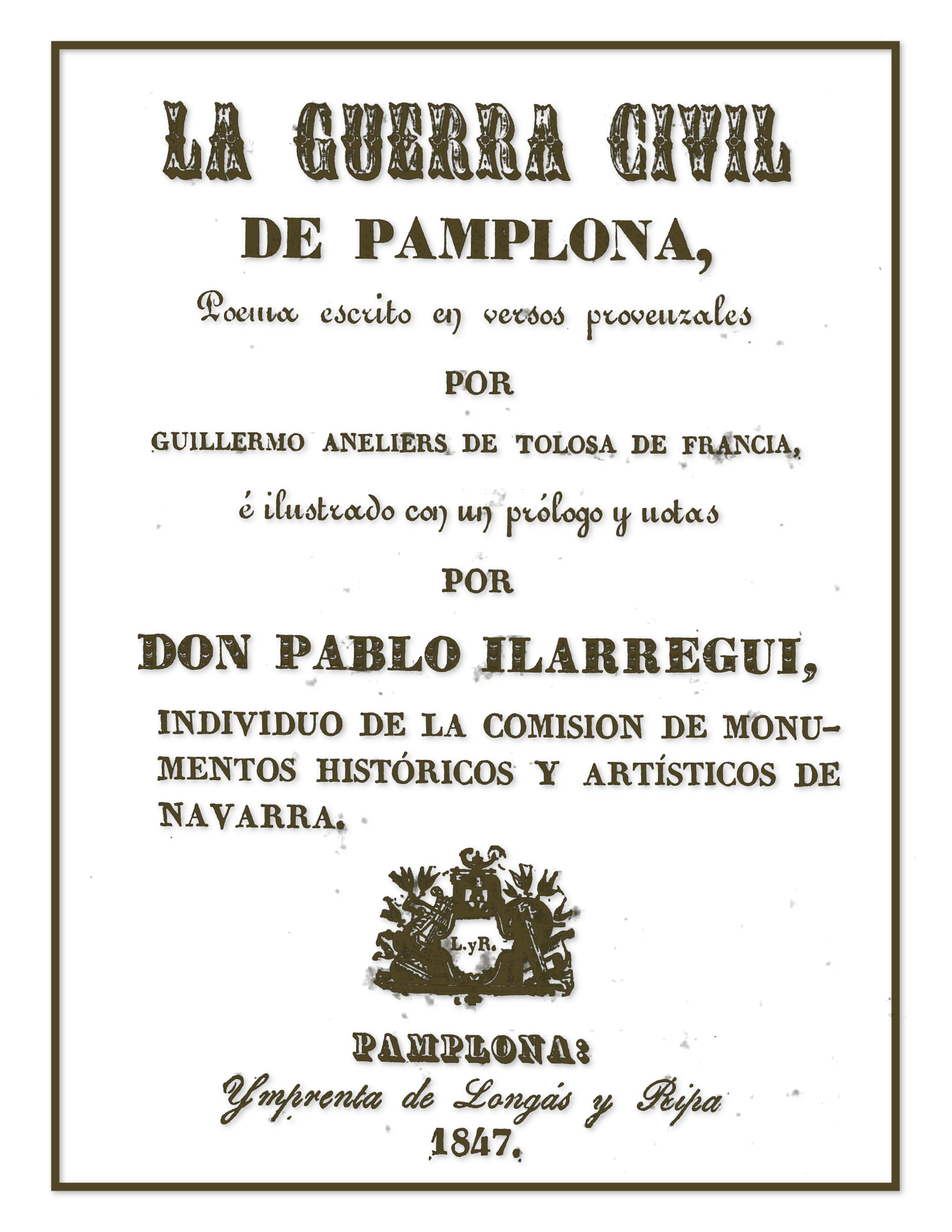
Portada de la Guerra civil de Pamplona, también conocida como la Guerra de Navarra o de la Navarrería, de 1847.

## Biografía
Era hijo de Juan José Ilarregui y María Alonso. Tras sus estudios iniciales en el Seminario de Pamplona, marchó a estudiar la carrera de Derecho en la Universidad de Salamanca.
En su trayectoria política, como liberal comprometido, «se incorporó a la Milicia Nacional en varias ocasiones, en 1822 y 1823, de artillero.» Entre 1834-1836 fue sargento segundo en dicho cuerpo militar de voluntarios, siendo nombrado teniente en 1855. Destaca como miembro de la Junta de Armamento y Defensa de Pamplona, dimitiendo el 23 de noviembre de 1837. Este año también fue nombrado juez de Imprenta y director del Boletín Oficial de Pamplona.
En 1839 formaba parte de la Comisión Provincial de Instrucción Pública y era asesor de la Subdelegación de Rentas. Gracias «a su excelente formación de jurista, no es de extrañar que, en 1840, la Diputación Provincial de Navarra, de talante liberal, lo designase miembro de la Comisión de Modificación de los Fueros con el fin de estudiar y redactar las bases de un proyecto de ley para la Modificación de los Fueros, esto es, hacer compatibles los fueros con la Constitución liberal de 1837 y con la unidad de España.» El proyecto, «ratificado por la Diputación Provincial de Navarra y por las Cortes españolas, fue promulgado el 16 de agosto de 1841 como la Ley de Modificación de Fueros o ley Paccionada.»
El 6 de abril de 1840, por unanimidad ocupa la plaza de secretario del Ayuntamiento de Pamplona, retirándose el 10 de diciembre de 1873 y siendo sucedido por su hijo Eduardo.En las elecciones del 1 de febrero de 1841 sustituye como diputado en las Cortes Generales a Pascual Madoz.
Falleció en su casa de la calle Dormitalería de Pamplona el 6 de enero de 1874.
Se había casado en Pamplona, el 28 de julio de 1836, con Teresa Igarabide Oyarzábal, una acomodada propietaria, habiendo tenido este matrimonio dos hijos: Dolores, y el ya mencionado, Eduardo.
En 1856 se descubrieron unos mosaicos romanos en la calle Curia de Pamplona de lo que informó Ilarregui como académico de la Historia. Pocos años después escribiría el Padre Fita:

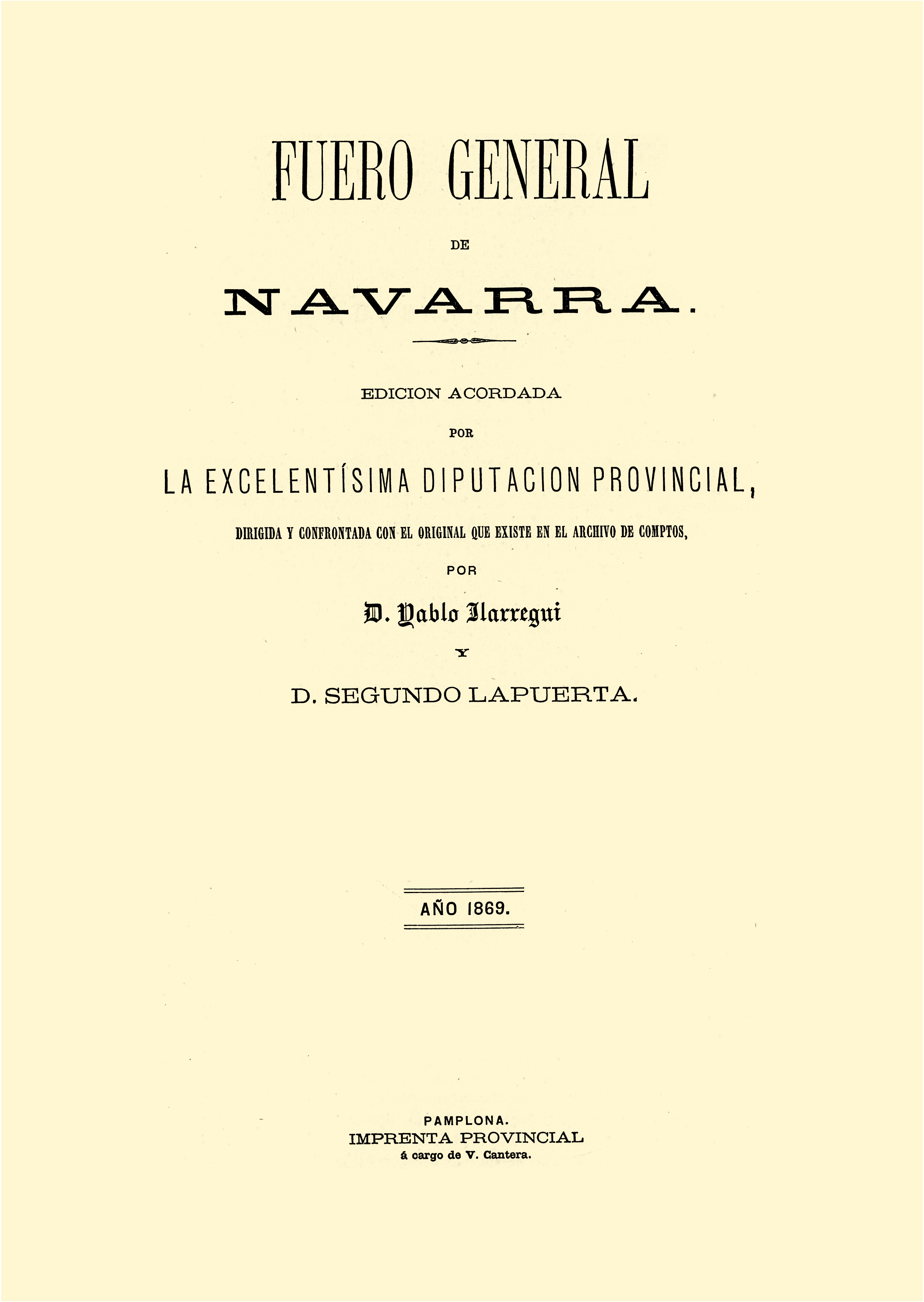
Portada de la edición del Fuero General de Navarra de 1869.

«Entre los Correspondientes de nuestra Academia que más y mejor promovieron, durante el curso del siglo pasado, el estudio de la antigua historia de la ciudad de Pamplona, merece señalado lugar D. Pablo Ilarregui y Alonso, fallecido en 7 de enero de 1874. De las ilustraciones tipográficas de este ilustre escritor no poco se aprovechó D. Pedro Madrazo; pero es de lamentar que no se valiese de las arqueológicas que pudo ver en los Libros de las Sesiones de la Academia de la Historia.»
Padre Fita

## Obras
Con 33 años descubre en el monasterio de Fitero el poema de Guilhem de Anelier sobre los sucesos acaecidos en Pamplona a finales del siglo XIII.
Destaca también entre sus obras y publicaciones especialmente dos por la relevancia que aún tienen hoy día:
- 1847. Guillermo Aneliers, La guerra civil de Pamplona, prólogo. y notas de ~, Pamplona, Imprenta Longás y Ripa, 1847.[9] Su estudio servirá de base para una versión posterior, en francés, editada por Francisque Michel,[10] ya que «en el poema original ninguno de los cantos lleva numeración» estableciendo Ilarregui, en base a «la diversidad de la rima y por el tamaño mayor de la primera letra con varios adornos» la numeración que mantiene el autor francés.[11]
- 1869. Fuero General de Navarra, con Segundo Lapuerta Adrián, realizado por encargo de la Diputación Foral de Navarra.
- 1872. Memoria sobre la Ley de la modificacion de los fueros de Navarra, realizado por encargo de la Diputación Foral de Navarra.[3][12]

También es autor del Reglamento del Vínculo de Pamplona, encargado por el Ayuntamiento de Pamplona y aprobado en sesión municipal el 4 de noviembre de 1862.